# Xenophrys palpebralespinosa
Xenophrys palpebralespinosa är en groddjursart som först beskrevs av Bourret 1937.  Xenophrys palpebralespinosa ingår i släktet Xenophrys och familjen Megophryidae. IUCN kategoriserar arten globalt som livskraftig. Inga underarter finns listade i Catalogue of Life.